# Hylopezus paraensis
A Hylopezus paraensis a madarak osztályának verébalakúak (Passeriformes) rendjébe és a hangyászpittafélék (Grallariidae) családjába tartozó  faj.

## Rendszerezése
A fajt Carl Edward Hellmayr német zoológus ornitológus írta le 1910-ben, a Grallaria nembe Grallaria macularia paraensis néven. Egyes szervezetek szerint a Hylopezus macularius alfaja Hylopezus macularius paraensis néven.

## Előfordulása
Brazília északi részén honos.

## Természetvédelmi helyzete
A Természetvédelmi Világszövetség Vörös listáján nem szerepel.